# 1994 AT1
1994 AT1 är en asteroid i huvudbältet som upptäcktes den 9 januari 1994 av de båda japanska astronomerna Takeshi Urata och Hitoshi Shiozawa vid Fujieda-observatoriet i Fujieda.
Asteroiden har en diameter på ungefär 14 kilometer.